# 5 a.C.
Il 5 a.C. (V a.C. in numeri romani) è un anno  del I secolo a.C.

## Nati
- 15 gennaio - Liu Xiu, imperatore cinese († 57)

## Morti
- Curia, romana (n. 60 a.C.)
- Ferora, principe